# Línia evolutiva d'Aipom
Aquesta línia evolutiva de Pokémon inclou Aipom i Ambipom.

## Aipom
Aipom és una de les espècies que apareixen a la franquícia Pokémon. És de tipus normal i evoluciona a Ambipom.

## Ambipom
Ambipom és una de les espècies que apareixen a la franquícia Pokémon. És de tipus normal i evoluciona d'Aipom.